# Campionati del mondo di ciclocross 2024 - Gara maschile Under-23
La ventinovesima edizione della gara maschile Under-23 dei Campionati del mondo di ciclocross si svolse il 3 febbraio 2024 con partenza ed arrivo da Tábor, in Repubblica Ceca, su un percorso iniziale di 150 m più un circuito di 3,3 km da ripetere 5 volte per un totale di 16,65 km. La vittoria fu appannaggio dell'olandese Tibor Del Grosso, il quale terminò la gara in 52'02", alla media di 19,195 km/h, precedendo i belgi Emiel Verstrynge e Jente Michels.
Partenza con 57 ciclisti, dei quali 53 portarono a termine la competizione.

## Squadre partecipanti
| N.    | Cod. | Squadra         |
| ----- | ---- | --------------- |
| 2-9   | BEL  | Belgio          |
| 10-15 | NED  | Paesi Bassi     |
| 16-20 | FRA  | Francia         |
| 21-23 | SUI  | Svizzera        |
| 24-29 | CZE  | Repubblica Ceca |
| 30-36 | GER  | Germania        |
| 38-39 | GBR  | Gran Bretagna   |
| 40-41 | ITA  | Italia          |
| 44-45 | CAN  | Canada          |
| 46-48 | ESP  | Spagna          |
| 49-50 | JPN  | Giappone        |

| N.    | Cod. | Squadra     |
| ----- | ---- | ----------- |
| 51-52 | POL  | Polonia     |
| 53    | DEN  | Danimarca   |
| 54-57 | USA  | Stati Uniti |
| 58    | CRC  | Costa Rica  |
| 59    | SWE  | Svezia      |
| 60-61 | AUS  | Australia   |
| 62    | IRL  | Irlanda     |
| 63    | FIN  | Ungheria    |
| 64    | JPN  | Austria     |
| 65    | FIN  | Cile        |

## Ordine d'arrivo (Top 10)
| Pos. | Corridore           | Squadra     | Tempo   |
| ---- | ------------------- | ----------- | ------- |
| 1    | Tibor Del Grosso    | Paesi Bassi | 52'02"  |
| 2    | Emiel Verstrynge    | Belgio      | a 27"   |
| 3    | Jente Michels       | Belgio      | s.t.    |
| 4    | Léo Bisiaux         | Francia     | a 1'13" |
| 5    | Rémi Lelandais      | Francia     | a 1'28" |
| 6    | Ian Ackert          | Canada      | a 1'39" |
| 7    | Victor Van de Putte | Belgio      | a 1'40" |
| 8    | Yordi Corsus        | Belgio      | a 1'43" |
| 9    | Martin Groslambert  | Francia     | a 1'46  |
| 10   | Arne Baers          | Belgio      | a 2'18" |